# 1734 v. Chr.
Portal Geschichte | Portal Biografien | Aktuelle Ereignisse | Jahreskalender | Tagesartikel

◄ |
19. Jahrhundert v. Chr. |
18. Jahrhundert v. Chr. |
17. Jahrhundert v. Chr. |
►

1720er v. Chr. |
1710er v. Chr. |
►

1734 v. Chr. |
1733 v. Chr. |
1732 v. Chr. |
1731 v. Chr. |
► |
►►

## Gestorben
- Bu Bing, König über China (* im 18. Jahrhundert v. Chr.), genaues Datum unbekannt